# Mörder auf Amrum
Pour plus de détails, voir Fiche technique et Distribution.
Mörder auf Amrum (en français Meurtre à Amrum) est un téléfilm allemand réalisé par Markus Imboden, diffusé pour la première fois en 2010.

## Synopsis
Helge Vogt, un jeune policier amoureux de la nature, mène une vie tranquille sur l'île d'Amrum, l'une des îles frisonnes septentrionales. Après quelques jours à Berlin, il retourne sur l'île et retrouve le soir son supérieur Heinz Koops et ses amis dans le pub local que tient sa petite amie Lona.
Le lendemain, cependant, la tranquillité est terminée : l'officier de la police criminelle Agnes Sonntag, qui saigne abondamment d'une grave blessure par balle, se présente au poste de police, accompagnée de la Moldave Mathilda Hervas.
Mathilda, qui vit illégalement à Berlin, fut témoin d'un meurtre par un dirigeant de la mafia russe et doit témoigner contre lui devant le tribunal dans quelques jours. Comme sa vie est en danger, elle bénéficie du programme de protection des témoins et est cachée sur l'île supposée sûre. Mais l'officier soupçonne une taupe dans le BKA qui a trahi la cachette à la mafia russe. Le matin, son partenaire fut abattu par une équipe de tueurs et elle-même fut visée, mais elle réussit à les fuir. Elle exhorte les deux policiers de l'île, Helge et Heinz, à ne contacter qu'un seul homme du BKA, Simon Rost, que l'on reconnaît avec sa boiterie causée par un accident de ski. Puis elle succombe à ses blessures.
Helge et Heinz s'occupent de Mathilda. Dans sa cachette, ils découvrent les corps du deuxième policier et du tueur. Ils téléphonent à l'homme du BKA Simon Rost au sujet de la situation, il promet d'arriver le lendemain sur le ferry du matin. Mathilda trouve refuge chez Helge pour la nuit.
Le lendemain matin, ils attendent Rust sur le quai. Cependant, celui-ci a été assassiné par un tueur nommé Vitja Kerensky, qui se fait maintenant passer pour Rost et imite la boiterie. Comme les deux policiers de l'île se méfient toujours de lui, le patron de Helge, Heinz, utilise une astuce pour savoir s'il est le vrai Simon Rost. Cependant, l'astuce échoue et le tueur tue le policier. Helge Vogt, qui doit regarder sans rien faire, est désormais seul pour protéger Mathilda. En raison d'une tempête qui approche, ils ne peuvent quitter l'île. Trois autres complices de Kerensky sont à Amrum.
Les amis de Helge, qui avaient initialement promis leur soutien, se séparent progressivement. Néanmoins, Helge est capable d'éliminer deux des tueurs de Kerensky. Enfin, Kerensky prend Lona, l'amie de Helge, et Carla Labahn, la postière de l'île, en otage et exige la reddition de Mathilda. Pour renforcer sa revendication, il tire sur Carla.
Helge utilise une astuce pour sauver la vie de Lona en utilisant une poupée déguisée pour prétendre que Mathilda est là. Entre-temps, elle s'est enfuie avec la voiture de Helge. Seul le croque-mort Jörg Riemann, armé d'un fusil de chasse, est présent lors de la passation. D'abord, les deux tueurs semblent tomber dans le panneau, mais une fusillade s'ensuit dans laquelle le dernier des complices de Kerensky est tué. Mathilda, dont la conscience coupable l'a forcée à faire demi-tour, sauve la vie de Helge en écrasant Kerensky au moment où il est sur le point de tuer Helge blessé. Kerensky est finalement abattu par Riemann.
Accompagnée par des gardes du corps, Mathilda témoigne devant le tribunal contre la mafia russe. Ensuite, elle devrait quitter l'Allemagne. Cependant, Helge l'arrête et lui propose le mariage, ce qu'elle accepte. Dans la scène finale, Lona et Mathilda, toutes deux enceintes, sont assises ensemble sur un banc devant la maison de Helge pendant que Helge lave sa voiture de police.

## Fiche technique
- Titre original : Mörder auf Amrum
- Réalisation : Markus Imboden assisté de Jan Birka
- Scénario : Holger Karsten Schmidt (de)
- Musique : Detlef Petersen
- Direction artistique : Peter Bausch, Marion Strohschein
- Costumes : Stefanie Bieker
- Photographie : Peter von Haller (de)
- Son : Julian Dech, Hermann Ebling
- Montage : Ursula Höf (de)
- Production : Claudia Schröder (de)
- Société de production : Bremedia Produktion (de)
- Société de distribution : ZDF
- Pays d'origine :  Allemagne
- Langue : allemand
- Format : Couleur - 1,78:1 - Stéréo - 35 mm
- Genre : Policier
- Durée : 88 minutes
- Dates de première diffusion :
  -  Allemagne : 11 janvier 2010 sur ZDF.

## Distribution
- Hinnerk Schönemann : Helge Vogt
- Irina Potapenko (de) : Mathilda Hervas
- Barbara Rudnik : Carla Labahn
- Thomas Thieme (de) : Heinz Koops
- Roeland Wiesnekker : Vitja Kerensky
- Hermann Beyer : Jörg Riemann
- Simon Schwarz : Sönke Peters
- Pheline Roggan : Lona
- Helmfried von Lüttichau (de) : Malte Hansen
- Stephanie Eidt (de) : Agnes Sonntag
- Gesa Badenhorst (de) : Rieke Hansen
- Oli Bigalke (de) : Fedor
- Ingrit Dohse (de) : la femme dans l'agence du ferry
- Rosa Enskat (de) : Mme Timmermann
- Christoph Holsten : Jens Engels
- Joachim Kappl : Simon Rost
- Uwe Mansshardt : Rolle Wladimir

## Production
Le téléfilm est tourné du 19 mars au 24 avril 2009 sur l'île d'Amrum. Le rôle de la postière Carla Labahn fut le dernier de Barbara Rudnik, elle meurt quelques semaines après la fin du tournage.
Le téléfilm est d'abord présenté le 25 septembre 2009 au Festival du film de Hambourg.

## Récompenses
- Prix de la production télévisuelle du Festival du film de Hambourg 2009.
- Prix Adolf-Grimme pour Holger Karsten Schmidt (scénario), Markus Imboden (réalisation) et Hinnerk Schönemann (casting)[1].
- Prix du téléfilm policier allemand : Prix spécial pour la performance spéciale exceptionnelle (acteur) de Hinnerk Schönemann.
- Prix de la télévision allemande (de) 2010 : nomination dans les catégories "Meilleur téléfilm" et "Meilleur acteur" (Hinnerk Schönemann).
- Festival de télévision de Monte-Carlo 2010 : Nomination pour la Nymphe d'or.